# Robert Dinwiddie
Robert Dinwiddie (ur. 1693 w Glasgow, zm. 27 lipca 1770) – gubernator Wirginii w latach 1751–1758.
W 1753 roku wysłał grupę żołnierzy pod wodzą Jerzego Waszyngtona na tereny zajmowane przez francuskich kolonistów. Waszyngton przekazał zawierający ultimatum list Dinwiddiego do Jacques'a Legardeura de Saint-Pierre, komendanta Fortu Le Boeuf. Ten odmówił spełnienia żądań.